# Скандинавская епархия
Скандина́вская епа́рхия (серб. Епархија скандинавска) — епархия Сербской православной церкви на территории Швеции, Дании, Норвегии, Финляндии и Исландии с центром в городе Стокгольме.
Резиденцией правящего архиерея (епископ Досифей (Мотика)) является Покровский монастырь в Смедьериде.

## История епархии
В 1960-е годы, в связи с массовой трудовой эмиграцией, в Северной Европе оказалось несколько десятков тысяч выходцев из Югославии. В 1969 году сербские патриаршие приходы Западной Европы вошли в состав Западноевропейской епархии.
В 1983 году в предместье Стокгольма у лютеранской церкви Швеции было приобретено здание, близ которого в конце 1980-х годов началось возведение кафедрального собора в честь святого Саввы Сербского.
В 1980-е годы в составе сербской епархии было учреждено Шведское благочиние, состоящее из 4 приходов, в которых литургическим и разговорным языком является шведский.
1 декабря 1990 года Священным Синодом Сербской православной церкви была учреждена отдельная Британско-Скандинавская епархия, объединившая на территории Швеции, Дании, Норвегии, Франции, Нидерландов, Великобритании, Исландии, Мальты, Бельгии, Люксембурга и Монако около четырёх десятков православных приходов (в Стокгольме, Гётеборге, Мальмё, Хельсинборге, Хальмстаде и др.).
В мае 1994 года Архиерейский Собор Сербской православной церкви изменил границы епархий Сербской православной церкви на территории Западной Европы: была восстановлена Западноевропейская епархия, в состав которой от Британско-Скандинавской епархии были переданы: Франция, Люксембург, Нидерланды и Бельгия, после чего в ведении епархии остались Великобритания, Дания, Исландия, Норвегия, Финляндия, Швеция и Мальта. Кроме того, в состав Британско-Скандинавской епархии вошли приходы упразднённой тогда же Епархии Западной Европы Новограчаницкой митрополии.
В мае 2013 года решением Священного Архиерейского собора единственный сербский приход на Мальте, ранее бывший в подчинении Британско-Скандинавской епархии, был передан в ведение Австрийско-Швейцарской епархии.
Численность сербской диаспоры в Швеции на 2014 год составляла около 39 тысяч человек (из них порядка 20 тысяч проживала в регионе Стокгольма). Общая численность сербов во всех странах региона составляет около 200 тысяч человек.
Решением Архиерейского Собора Сербской православной церкви, проходившего 14—18 мая 2024 года, Британско-Скандинавская епархия была разделена на две: Скандинавскую и Британско-Ирландскую.

## Приходы
На территории Швеции действует двенадцать православных сербских приходов: в Стокгольме, Гётеборге, Мальмё, Хельсинборге и других городах. В 2016 году в пригороде Хальмстада приобретён участок земли, на котором запланирована постройка церкви в честь святой Параскевы Пятницы.
В 2000-е появился сербский приход святого Димитрия Солунского в Кристиансанне, в Южной Норвегии, члены которого построили собственный деревянный храм, освящённый епископом Досифеем 13 ноября 2016 года.

## Монастыри
На территории Швеции действуют два мужских монастыря — сербский в честь Святого Георгия Победоносца в Улофстрёме и шведоязычный Свято-Троицкий в местечке Бредаред. Женский Покровский монастырь на границе провинций Халланд и Сконе одновременно является резиденцией правящего архиерея. В 2018 году в состав епархии вошёл норвежский скит Святого Трифона.